# 延斯·斯特吕厄·拉森
延斯·斯特吕厄·拉森（丹麥語：Jens Stryger Larsen，發音：[ˈjens stʁyɐ̯ ˈlɑːsn̩]；1991年2月21日—）是丹麥的一位職業足球運動員。他在場上的位置是後衛。拉森現在效力於土耳其足球超级联赛球隊特拉布宗。他也代表丹麥國家足球隊參加國際賽事。

## 外部連結
- Soccerway資料庫：延斯·斯特吕厄·拉森
- Brøndby IF profile